# Fred Stanfield
Frederic William „Fred“ Stanfield (* 4. Mai 1944 in Toronto, Ontario; † 13. September 2021 in Buffalo, New York, USA) war ein kanadischer Eishockeyspieler und -trainer. In seiner 15 Spielzeiten andauernden Karriere absolvierte er 1.020 Partien für die Chicago Black Hawks, Boston Bruins, Minnesota North Stars sowie die Buffalo Sabres in der National Hockey League auf der Position des linken Flügelstürmers. Mit den Boston Bruins gewann er in den Jahren 1970 und 1972 den Stanley Cup. Seine beiden Brüder Jack und Jim waren ebenfalls in der NHL aktiv.

## Karriere
Fred Stanfield begann seine Karriere 1961 bei den St. Catharines Teepees, die sich ein Jahr später in St. Catharines Black Hawks umbenannten, nachdem die Mannschaft nach finanziellen Problemen vom National-Hockey-League-Franchise Chicago Black Hawks aufgekauft wurde. Insgesamt absolvierte Stanfield drei Spielzeiten für die Teepees/Black Hawks in der Ontario Hockey Association, bevor er zu Beginn der NHL-Saison 1964/65 für die Chicago Black Hawks in der National Hockey League debütierte.
Am 15. Mai 1967 wurde Stanfield von den Black Hawks zusammen mit Phil Esposito und Ken Hodge zu den Boston Bruins transferiert, Chicago erhielt im Gegenzug die Spieler Gilles Marotte, Pit Martin und Jack Norris. Für die Bruins erwies sich dieses Geschäft als sehr ertragreich, Esposito formte zusammen mit Bobby Orr ein sehr offensivstarkes Duo. Die Boston Bruins avancierten zu einer der stärksten Mannschaften der NHL, und in den Spielzeiten 1969/70 und 1971/72 gewann Fred Stanfield zusammen mit seiner neuen Mannschaft den Stanley Cup. In der Saison 1970/71 war er zudem mit 76 Scorerpunkten in 75 absolvierten Partien zehntbester Scorer der gesamten Liga, teamintern lag er auf Grund der hohen Torquote der Bruins in dieser Spielzeit in dieser Wertung „nur“ auf Platz sieben.
Insgesamt absolvierte der Stürmer sechs Saisons bei den Bruins, bevor er am 22. Mai 1973 im Tausch gegen Gilles Gilbert an die Minnesota North Stars abgegeben wurde. Am 27. Januar 1975 wurde der Kanadier erneut transferiert; die Buffalo Sabres sicherten sich im Tausch gegen Norm Gratton sowie ein Drittrunden-Wahlrecht für den NHL Amateur Draft 1976 die Rechte an dem Spieler. Kurz darauf unterlag er mit den Sabres im Stanley-Cup-Finale den Philadelphia Flyers.
Nach drei weiteren Spielzeiten in Buffalo entschied sich Fred Stanfield für ein Engagement bei den Hershey Bears in der American Hockey League. Nach 50 Spielen in der AHL beendete er seine Spielerkarriere und übernahm für den Rest der AHL-Saison 1978/79 das Traineramt von Chuck Hamilton. Die Hershey Bears schieden in der ersten Play-off-Runde gegen die Binghamton Dusters aus und Stanfield verließ den Klub im Anschluss an diese Spielzeit. In der Saison 1979/80 war er kurzfristig als Cheftrainer der Niagara Falls Flyers aus der Ontario Hockey Association aktiv.
Stanfield verstarb im September 2021 im Alter von 77 Jahren in seiner Wahlheimat Buffalo im US-Bundesstaat New York aufgrund eines Herz- und Nierenversagens.

## Erfolge und Auszeichnungen
- 1964 Max Kaminsky Trophy
- 1970 Stanley-Cup-Gewinn mit den Boston Bruins
- 1972 Stanley-Cup-Gewinn mit den Boston Bruins

## Karrierestatistik
(Legende zur Spielerstatistik: Sp oder GP = absolvierte Spiele; T oder G = erzielte Tore; V oder A = erzielte Assists; Pkt oder Pts = erzielte Scorerpunkte; SM oder PIM = erhaltene Strafminuten; +/− = Plus/Minus-Bilanz; PP = erzielte Überzahltore; SH = erzielte Unterzahltore; GW = erzielte Siegtore; 1 Play-downs/Relegation; Kursiv: Statistik nicht vollständig)